# Cordialmente 4 stagioni
Cordialmente è stato un programma radiofonico italiano andato in onda dal 1993 al 2023 su Radio Deejay, condotto dal DJ Linus (saltuariamente da Vic) e dagli Elio e le Storie Tese, quasi sempre supportati dalla presenza di Luca Mangoni.

## Storia
Il primo incontro tra Elio e le Storie Tese e Linus avviene in occasione del Radiothon (programma radiofonico a scopo benefico in onda su Radio Deejay negli anni novanta) del 1993: l'esperimento riuscito viene ripetuto con cadenza settimanale quasi regolare nella fascia serale dell'emittente tra marzo e giugno dello stesso anno, senza titolo. Il 2 dicembre 1993 il programma torna con il titolo di Cordialmente pista di lancio (forse).
La lunga permanenza del programma nel palinsesto di Radio Deejay, seppur con durate e orari di messa in onda differenti nel corso degli anni, ne ha fatto uno dei programmi più longevi della radiofonia privata italiana, vincitore del premio Aristofane per la migliore trasmissione radiofonica di satira nel 1998.
Dopo aver celebrato il ventennale della trasmissione con una puntata speciale andata in onda anche in TV, la trasmissione del programma per la stagione 2013/2014 è stata prima rinviata a causa di impegni dei conduttori, e poi annullata a gennaio 2014. Cordialmente è così tornata in onda la stagione successiva il 3 novembre 2014, ogni lunedì dalle 22:00 alle 23:00.
I componenti degli Elio e le Storie Tese presenti in studio contemporaneamente o in alternanza sono Elio, Rocco Tanica, Faso e Cesareo, rare le ospitate dei rimanenti membri. In assenza di Linus, un altro deejay della radio lo sostituisce: dall'edizione 2002/2003 il ruolo è stato quasi sempre affidato a Vic. Nelle prime tre stagioni la parte tecnica è stata curata da Nicola Savino, nelle successive due da Davide Bonsanto, quindi, dalla sesta in poi, da Alex Farolfi.
Agli esordi la trasmissione era strutturata come una versione surreale dei "contenitori" radiofonici: suddivisa in numerose rubriche, regolarmente annunciate dalla voce di Elio (con uno stile simile a quello di Lelio Luttazzi nella sigla del programma di Radio2 Hit Parade), prevedeva nel suo svolgimento il "lancio" di nuove proposte musicali (quasi sempre improbabili cantanti di scarsa fama o registrazioni amatoriali recuperate negli studi di registrazione da tecnici del suono che collaboravano con gli Elio e le Storie Tese), inframezzate da spazi pubblicitari riservati a fantomatici sponsor ("Mandingo", "Luigi, il tonico di chi ama"). Nel corso del tempo il numero delle rubriche fisse è calato, lasciando più spazio all'improvvisazione.
Idee nate o presentate per la prima volta nel corso di Cordialmente hanno influenzato i lavori pubblicati da Elio e le Storie Tese: a titolo di esempio, le interferenze radiofoniche di Gennaro d'Auria (dalle quali derivano il nome dell'album Cicciput e l'intro dello stesso album), la rubrica "La finestra sul cortile, i grandi classici per chi non ha tempo", più conosciuta come "I corti di Cordialmente" (il corto di "Largo al factotum" dal Barbiere di Siviglia di Rossini è presente in Craccracriccrecr) o le poesie ermetiche di Ermes Palinsesto (pubblicate nel libro Il visone ha una faccia enorme) e i componimenti di Paolo Fellello (contenuti nei libri Animali Spiaccicati e Fiabe centimetropolitane).
Soprattutto nelle prime stagioni, il programma è stato caratterizzato dalla selezione musicale dei pezzi trasmessi: la rigida scelta musicale di Radio Deejay negli anni novanta (orientata alla musica più commerciale) ha spesso ceduto ai gusti personali degli "Elii", consentendo loro di proporre classici della musica e canzoni altrimenti difficilmente inserite nella programmazione dell'emittente. La stagione 2007/08 è caratterizzata per l'adozione di playlist tematiche: all'inizio di ogni puntata è stato, infatti, stabilito un argomento che potesse legare le canzoni trasmesse, attraverso il titolo, il testo o il nome dell'autore.
Il 9 marzo 2020 il programma sarebbe dovuto tornare in onda con il sottotitolo "Quattro Stagioni". La formula: una puntata per ogni singola stagione dell'anno per un totale di quattro appuntamenti. A causa della pandemia di COVID-19 del 2020 in Italia l'avvio della trasmissione è stato posticipato. Per la stagione 2020/2021 questa formula viene riannunciata venerdì 8 ottobre 2021 da Linus. La prima puntata è prevista nel novembre successivo.
La sigla di apertura di Cordialmente è In the stone degli Earth, Wind & Fire. La sigla di chiusura fin dalla prima puntata è Soleado dei Daniel Sentacruz Ensemble, preceduta — a partire dal 1998 — dal "corto" Buonanotte Lino.

## I titoli diCordialmente
Una particolarità del programma è quella del titolo mutevole. Il primo titolo fu Cordialmente pista di lancio (forse): "pista di lancio" venne suggerito da Pier Paolo Peroni evocando il giovanilismo forzato di alcuni programmi radiofonici degli anni sessanta.
Il titolo della trasmissione è poi divenuto ufficialmente solo Cordialmente, tuttavia i conduttori hanno spesso cambiato ufficiosamente nome al programma, più volte nel corso della stessa stagione e a volte nel corso della stessa puntata, prendendo spunto da argomenti affrontati all'interno della trasmissione o dall'attualità.
Ad esempio il titolo fu cambiato in Cordialmente Raglio Blasfemo quando un giornale cattolico, in occasione dell'uscita della canzone Born to be Abramo, scrisse: "si è nuovamente levato il raglio blasfemo di Elio e le Storie Tese"; o in Cordialmente Lusuk, dopo l'ascolto di una formula magica di Gennaro d'Auria.
Inoltre le puntate di Cordialmente, a imitazione e parodia di quanto accade in tv per massimizzare i dati di ascolto, sono state spesso fittiziamente suddivise in due programmi differenti. Anche i programmi di anteprima hanno seguito l'usanza assumendo di volta in volta titoli differenti (Aspettando Cordialmente, Aspergendo Cordialmente, Limbo, Leembaw, Programma di traino ecc.)
| Stagione  | Titolo/i | Note |
| --------- | --- | --- |
| 1993/1994 | Cordialmente pista di lancio (forse) | |
| 1994/1995 | Cordialmente pista di lancio | |
| 1995/1996 | Cordialmente pista di lancio | |
| 1996/1997 | Cordialmente pista di gh | |
| 1997/1998 | Cordialmente Punto G Aspettando Cordialmente Spine di burro Cordialmente Spine di burro Aspettando Cordialmente Raglio Blasfemo Cordialmente Raglio Blasfemo Cordialmente Estate | Alla fine della stagione 1997/98 il programma ebbe un'estensione estiva col titolo di Cordialmente Estate, eccezionalmente con la durata di tre ore a differenza delle consuete due della versione invernale. |
| 1998/1999 | Cordialmente Raglio Blasfemo Cordialmente Barrito Empio Cordialmente Succhiello di Pressler Cordialmente Succhiello di Elvis Pressler Cordialmente Pericolo di pesce | Il succhiello di Pressler, citato nel messaggio di un ascoltatore, è una sonda utilizzata per valutare l'età degli alberi |
| 1999/2000 | Limbo Cordialmente me ne infischio Cordialmente Lusuk Cordialmente Procusnais Cordialmente Libertà Cordialmente Morlais Edbastak Aspettando Cordialmente pigghia à penna e schrivi Cicciput Cordialmente Cicciput Cordialmente Cataratte Cordialmente Soprio Super Scoppio Sesso Aspettando Cordialmente Cordialmente pista di lancio (forse) 2001 Cordialmente nello spazio | Il secondo titolo deriva da Francamente me ne infischio, titolo di un programma televisivo condotto da Adriano Celentano che andò in onda su Rai 1 nel 1999 e tra i cui autori figurava lo stesso Linus. Lusuk e Procusnais derivano da una formula magica detta da Gennaro D'Auria nelle numerose "interferenze" di Radio Camaldoli Stereo. Cordialmente Libertà è il titolo della puntata del 29 novembre 1999 in cui gli Elii andarono in onda senza Linus. |
| 2000/2001 | Leembaw Cordialmente Enelli Cordialmente Rimbrazzo | Enelli e Rimbrazzo derivano entrambi da errori di lettura di Linus. |
| 2001/2002 | Leembaw | |
| 2002/2003 | Programma di traino Cordialmente enorme ostrica ripiena di nulla ma con una piccolissima perla all'interno | |
| 2003/2004 | Cordialmente Evo Moderno | |
| 2004/2005 | Cordialmente | |
| 2005/2006 | Cordialmente Gran Varietà | Il programma va in onda per tutta la stagione la domenica a mezzogiorno e il titolo omaggia la storica trasmissione radiofonica Rai trasmessa per anni alla mattina della domenica |
| 2006/2007 | Cordialmente into the night | |
| 2007/2008 | Cordialmente into the night | |
| 2008/2009 | Cordialmente senza freni | |
| 2009/2010 | Cordialmente agile e tranquillo Cordialmente a me mi piace il cazzo | Entrambi i nomi sono citazioni del testo della canzone Storia di un bellimbusto degli Elio e le Storie Tese. Il secondo titolo viene adottato solo nell'ultima mezz'ora di programma dopo le 22:00, per "rispetto della fascia protetta" |
| 2010/2011 | Cordialmente 2010 - l'anno del contatto Cordialmente 2011 - contatto avvenuto Cordialmente attenzione ai capellini Cordialmente à l'elephant | Il riferimento dei primi due titoli è al film del 1984 di Peter Hyams. Il terzo prende spunto da un racconto di Rocco Tanica, che, osservando un elefante da vicino, si accorse che le setole sulla testa dell'animale erano più ispide di quanto si aspettasse. Il quarto si riferisce alla canzone di Adele Set Fire to The Rain, i cui primi versi che recitano "I let it fall", per un caso di pareidolia acustica, suonano come se la cantante pronunciasse la frase "A l'elephant". |
| 2011/2012 | Cordialmente Gigioneggiavo Cardialmente Gigioneggiavo Cordialmente con Vittorio/Quater pass in galeria col Vittorio | Linus ammette che quando, nel presentare le poesie di Ermes Palinses-to, nel corso degli anni ne ha sempre pronunciato il cognome con una piccola incertezza sul finale, l'ha fatto non tanto per insicurezza quanto per il gusto, appunto, di gigioneggiare. Il secondo nome deriva invece da un lapsus dello stesso Linus e viene subito adottato come nuovo titolo. Cordialmente con Vittorio si riferisce alla puntata del 6 febbraio 2012, nella quale Elio mette in risalto la calma del "supplente" di Linus, Vic. Cordialmente Quater pass in galleria col Vittorio invece è una citazione di una canzone in dialetto milanese di Giovanni D'Anzi; il titolo è stato tirato in causa in una puntata in cui i conduttori avevano dato sfoggio di molta milanesità (per esempio chiamando Vic "il Vittorio", con l'articolo determinativo davanti al nome). |
| 2012/2013 | Chevin Cordialmente con le Pattine Cordialmente Palametro Cordialventi | Titolo provvisorio scelto da Elio (il quale, durante una puntata, ha specificato che dev'essere scritto con il CH, non con la K), che comunque potrebbe cambiare nel caso se ne trovasse uno migliore. È stato annunciato inoltre che nel mese di marzo 2013, in occasione dei 20 anni della trasmissione, il titolo sarà CordialVenti. Il secondo nome è stato adottato nel corso della prima trasmissione andata in onda dal nuovo studio di Radio Deejay. Il terzo titolo è stato adottato dalla puntata del 22 aprile 2013, ispirandosi a una parola usata dal mago Gennaro D'Auria in una delle sue trasmissioni. Il palametro è un tipo di pesce, e D'Auria aveva usato il termine in maniera allusiva sessualmente. |
| 2014/2015 | Cordialmente registriamo, ascoltiamo e poi eventualmente tagliamo Cordialmente the cutter Cordialmente l'accoglienza Cordialmente sopracciglio Cordialmente il miracolo che si ripete settimanalmente | In questa stagione gli Elii sostenevano che il programma non fosse trasmesso in diretta come di consuetudine ma registrato "seguendo una nuova moda che arriva dall'America" (come ripetuto nella sigla di ogni puntata). |
| 2016      | Cordialmente tutti d'accordo Cordialmente solo soli | In presenza del "supplente" Nikki il programma diventa Cordialmente solo soli, in contrasto a Linus e alla sua tendenza di tagliare gli assoli nelle canzoni trasmesse alla radio, molto amati invece dagli Elii e dallo stesso Nikki. |
| 2016/2017 | Cordialmente Macché Cordialmente Feci di Volpe Cordialmente Ambulanza assassina Cordialmente Glory Hole | |
| 2017/2018 | Cordialmese Il morso della vipera | Andando in onda una volta sola al mese (con la durata di 2 ore), il programma diviene Cordialmese. Nella puntata del 12 marzo 2018, causa la foratura di una ruota dello scooter, "The Architect" Mangoni ritarda il suo arrivo alla trasmissione; in un conseguente "Casa Linetti", Linus racconta di quando ha forato in bici a Riccione e il meccanico gli disse che tolto il copertone ci sarebbe stato sicuramente il "morso della vipera" sulla camera d'aria (due piccoli forellini ravvicinati nella gomma). |
| 2021/2022 | Cordialmente Quattro Stagioni | Speciale versione di Cordialmente che prevede 4 puntate, una per ogni stagione Autunno: 29 novembre 2021 (titolo alternativo della puntata: Cordialmente El Dictator) Inverno: 28 febbraio 2022 Primavera: 23 maggio 2022 Estate: 19 settembre 2022 |
| 2022/2023 | Cordialmente Quattro Stagioni | Autunno: 21 novembre 2022 Inverno: 6 marzo 2023 Primavera: 22 maggio 2023 Estate: 24 luglio 2023 |

## Rubriche storiche
- I corti di Cordialmente che comprendono vari audio "cortizzati":
  - La finestra sul cortile, i grandi classici per chi non ha tempo (Popolari brani musicali tagliati in maniera "da coglierne la vera essenza", come il già citato corto elaborato dal Barbiere di Siviglia di Rossini),
  - Che storia channel (Rubrica di aneddoti storici, costituita prima da documentari "cortizzati" e poi in "notizie" redatte da Faso e lette in studio da Linus; il titolo della rubrica viene annunciato da Linus ed è seguito da un lungo sottotitolo - sempre diverso - letto da Faso),
  - Le fiabe corte (Fiabe "cortizzate", la maggior parte delle quali estrapolate dalle "Fiabe Sonore" pubblicate da Fabbri Editori),
  - Tg corti[8],
  - Spot corti,
  - Ricette corte,
- I racconti (Letti da Elio con voce modificata elettronicamente e, a seconda dell'argomento e delle stagioni, intitolate "Sympathy Lovers Line", "La fiaba per i più piccini", "I 5 matti", "I 5 mahatma" e infine "Conosciamo più meglio la Cina"; recentemente sono ritornati con la stessa modalità e con il titolo di Fiabe della buonanotte),
- Il dottor Stramangone (Rubrica di sessuologia),
- Primi bollori (Testimonianze scritte di giovani ascoltatori alla scoperta del sesso),
- Il karaoke di Mangoni (in cui Mangoni interpreta grandi successi musicali di oggi e di ieri; dopo i primi anni in cui aveva collocazione variabile è diventata la rubrica che tradizionalmente chiude il programma),
- Le barzellette di Crispina (Una speaker dal tono di voce monocorde propone storielle umoristiche)[9],
- Il radiodramma di Cordialmente (Sceneggiati a puntate recitati da speaker dal tono di voce monocorde)[9]. Sono andati in onda:
  - La vita è un mazzolino di speranze nell'angoscia della notte,
  - Zborro,
  - Sperman,
- Animali spiaccicati (Le poesie di Paolo Fellello, già Paul Phellel),
- Le poesie ermetiche di Ermes Palinses-to[10],
- A me mi piace la lingua (analisi delle parole che fanno parte del linguaggio dei giovani),
- Teleschermo che passione
- Hitparé (La classifica delle novità musicali),
- Canzoni tradotte (Canzoni tradotte e ritradotte dai traduttori automatici in maniera da coglierne significati altrimenti reconditi),
- Tutti contro tutti non sanno che (curiosità dal mondo, sul modello di "Forse non tutti sanno che" della Settimana Enigmistica: casualmente per un certo periodo le curiosità riguardarono unicamente l'India).
- Proverbi erotici lombardi letti e commentati da Linus.
- Conosciamo più meglio la Cina (storie leggendarie raccontate da Elio nel periodo d'amore verso la Cina e le sue usanze).
- Se durante la trasmissione a uno dei conduttori capita di raccontare aneddoti personali, il momento viene dichiarato rubrica, accompagnato da una sigla e chiamato Casa Fasani (se si tratta di Faso), Conforti (Rocco Tanica), Civaschi (Cesareo), Elio o Elione (Elio), Linetti (Linus), Veek (Vic), Mangoni
- Noi che... parodia dei programmi televisivi che giocano sulla nostalgia degli adulti per gli anni in cui erano ragazzi. Difatti il sottotitolo annuncia che questa rubrica è copiata dalla trasmissione I migliori anni di Carlo Conti. In questa rubrica vengono enunciate, accanto a ricordi più plausibili, situazioni assolutamente improbabili e assurde (per esempio: Noi che abbiamo i ricordi in bianco e nero; noi che abbiamo i ricordi in bianco e nero perché da piccoli, nell'aula di Scienze, ci hanno trapiantato il sistema nervoso di un toro eccetera[11]).
- I quiz:
  - Chi vuol essere millario (diventato Chi vuol essere eurario con il passaggio all'euro) rivisitazione del celebre format televisivo con un montepremi da 1000 lire (poi 1 euro).
  - Passatermine (parodia di Passaparola).
  - Avanti un Pasquale: (o, più semplicemente, il Quiz) che prende ispirazione dal programma Avanti un altro! condotto da Paolo Bonolis. Tale quiz prevede una serie di ventuno domande con due possibilità di risposta: l'obbiettivo è dare la risposta sbagliata. Il quiz ha la durata di tre minuti e per rispondere a ciascuna domanda si hanno tre secondi di tempo. Dopo aver sottoposto sia Linus che Vik al quiz, anche tutti i membri del gruppo e Alex Farolfi vi hanno partecipato; dopodiché, una buona parte degli altri conduttori di Radio Deejay (per esempio Nikki, Nicola Savino, Federico Russo, Matteo Curti, Dj Aladyn, Nicola Vitiello).
  - Gamberoni: un nuovo quiz che mantiene la struttura di Avanti un Pasquale, con la durata di tre minuti, i tre secondi per rispondere e l'obbligo di ripartire dall'inizio ad ogni errore, ma che come risposta esatta prevede la parola "gamberoni" alla prima domanda, e la risposta della domanda precedente a ogni domanda dalla seconda in poi.

Negli anni è inoltre divenuta consuetudine che al momento di annunciare la pausa pubblicitaria il conduttore offra agli Elio da bere o da mangiare invitandoli a seguirlo, loro di tutta risposta inanellano doppi sensi interpretando le sue parole come un'offerta di natura sessuale.

## I soprannomi
Nel corso della trasmissione, gli Elio e le Storie Tese ironizzano con Linus per la sua supposta onnipotenza all'interno di Radio Deejay, il suo "potere di vita e di morte" sugli altri deejay della radio, la passione per la maratona e così via. Uno dei modi in cui il gruppo fa ciò è dare al deejay di soprannomi diversi. Tra questi ricordiamo Lino, Làino (dalla pronuncia inglese di Lino), Linetti, Linone, Don Linuzzo, Moletta Di Pasovale e Pachi Sempre per ricordare il suo "potere" e la sua longevità all'interno della radio, Linus viene anche chiamato il Vecchio Leone, appellativo col quale è ricordato anche nella sigla di Deejay chiama Italia del 2009 e nella sua versione riarrangiata del 2012, composte ed eseguite sempre dagli Elio e le Storie Tese. Viene ricordato come Lino anche nella canzone Christmas with the yours. Un altro soprannome di Linus è the connector o il principe del collegamento, per la sua capacità di creare collegamenti e connessioni tra gli argomenti tirati fuori dalle discussioni della trasmissione e i brani musicali selezionati per la serata.
Vic è chiamato Veek (pronunciato con la E aperta), Vicchio o col suo vero nome Vittorio. Un particolare soprannome, il Delfino, si deve alla convinzione del gruppo che Vic sia l'erede destinato a prendere in toto il posto di Linus. Gli Elii giocano anche sulla doppia valenza del nome rivolgendosi al conduttore come si trattasse di un vero delfino.
Infine Alex Farolfi, regista della trasmissione, è spesso chiamato Pharolpho, Parolpo o Tamperer.

## Personaggi storici di Cordialmente
Nel corso di Cordialmente sono nati molti personaggi immaginari a partire da spunti dati dalle rubriche o da semplici effetti audio mandati in onda dalla regia. Tali personaggi sono quindi diventati gli "ospiti" delle puntate della trasmissione, e tra questi si ricordano:
- Bradipo Missile (il ronzio di un bradipo piccolissimo, volante e insolitamente velocissimo),
- Uccelli Tropicali (gracchiare di uccelli),
- Ajace (un gracchiare di uccello che sembra dire "Ajace"),
- Il dottor Stramangone (interpretato da Mangoni, è un esperto che risponde a domande sul sesso inviate dagli ascoltatori, genericamente ispirato al sessuologo Maurizio Bossi; il Dottor Stramangone e Mangoni, inoltre, non sono in ottimi rapporti),
- Venditti (un lamento sordo, dovuto al fatto che, nel corso delle ospitate, "Venditti fa la cacca"),
- Tozzi (l'audio di uno sparo di fucile, ovvero Tozzi che spara ai suoi nemici giurati: i pulcini).
- Pootchaw e Reeaw (Puccio e Rio, interpretati da Faso ed Elio, due tecnici di studio di origine norvegese che intervengono in trasmissione: Puccio, in particolare, risolve qualunque tipo di guasto sostituendo dei fusibili; Rio è innamorato di Lene Marlin e nel 2000 riesce a sposarla e a portarla in viaggio di nozze),
- I Diddìus (rappresentanti di una minuscola etnia caratterizzata da una lingua in cui è presente la sola consonante "D", interpretati da Faso),
- L'enorme foca con la faccia di Red Ronnie (un animale mitologico che vigila sulle coste dell'India, spesso protagonista delle curiosità della rubrica "Tutti contro tutti non sanno che").
- Dadone il minotauro (assoli di chitarra e l'effetto audio "uova sbattute": il mitologico minotauro, che si fa chiamare confidenzialmente "Dadone" dai conduttori della trasmissione, non riesce più a uscire dal labirinto dei nuovi studi di Radio DeeJay. Cerca tuttavia di adattarsi alla nuova situazione imparando a suonare la chitarra elettrica, o sollazzandosi in compagnia delle numerose vergini che continuano ad essergli offerte in sacrificio. Da qui la necessità di rifocillarsi continuamente preparando abbondanti dosi di zabaione)
- Gianluca Gianluchi "Breaking news" (Un ragazzo sotto psicofarmaci che racconta fatti di cronaca o news dal mondo con voce allentata e tremolante causa psicofarmaci).
- Il Ragionier Palumbo, padrone dell'ultimo appartamento in via Massena 2 (sede di Radio Deejay) non ancora di proprietà del Gruppo Editoriale L'Espresso e, anzi, profondamente avverso ad esso.
- Omega. Famosissima pornostar americana è famosa per declamare a gran voce il proprio nome d'arte durante le scene di sesso, per l'appunto "Omega". In realtà sono spezzoni audio casuali da vari film porno, sapientemente ritagliati da Rocco Tanica lasciando solo le parti in cui le attrici dicono "oh my god", frainteso quindi in "Omega".

Per un certo periodo di tempo i personaggi ospiti hanno occupato una fantomatica "Zona VIP" (citata anche nella canzone Fossi figo, presente in Cicciput), presente negli studi di Radio Deejay.